# 丽蛸
丽蛸（学名：Callistoctopus ornatus、或），是章鱼目章鱼科麗蛸屬的一种。主要分布于中国大陆，常栖息在珊瑚礁。